# Kraftwerk 2
Kraftwerk 2 (з нім. - «Електростанція 2») — другий студійний альбом німецької групи Kraftwerk, випущений в 1972 році, продюсери Конні Планк, Ральф Гюттер, Флоріан Шнайдер

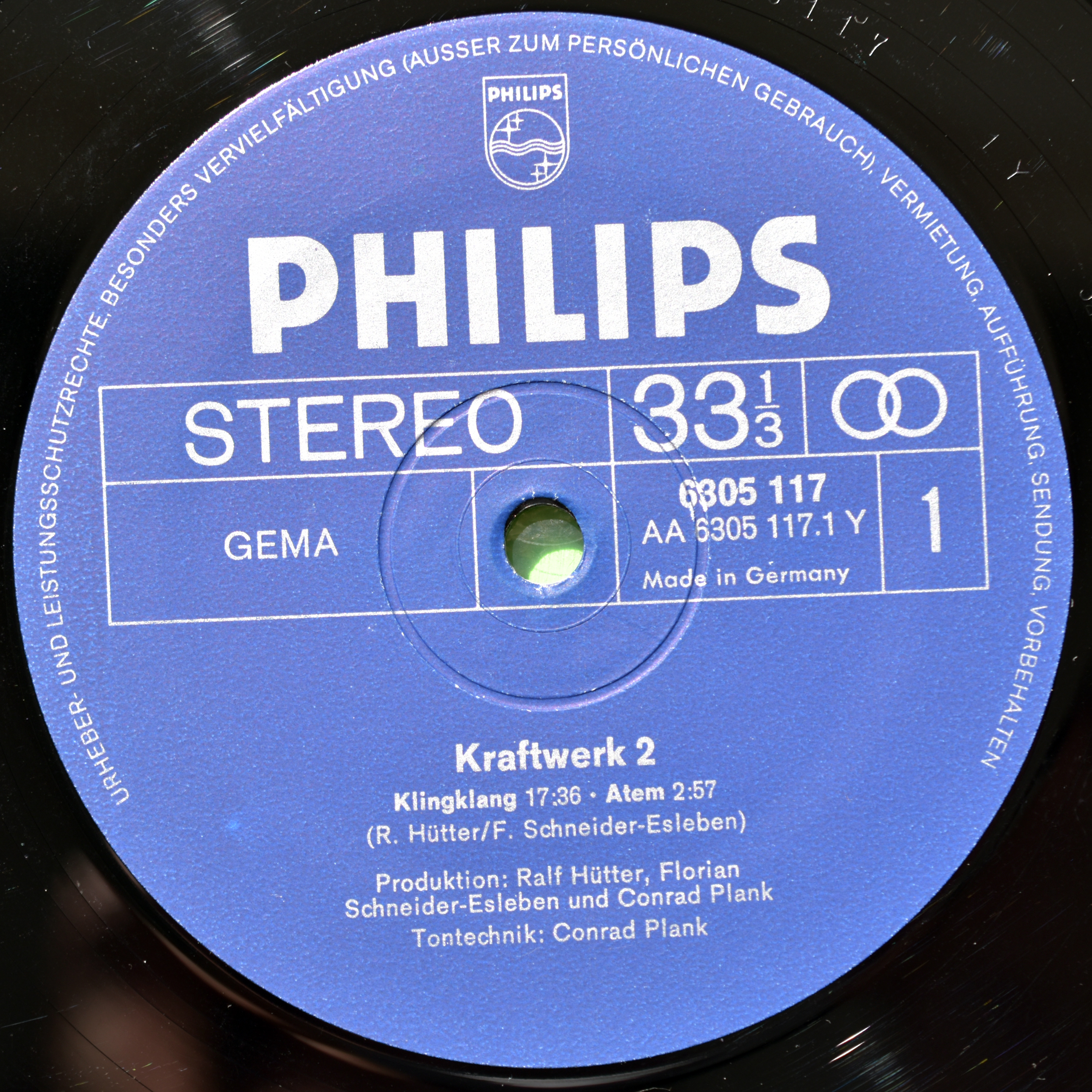

## Список композицій

### Перша сторона
1. «Klingklang» — 17:36
2. «Atem» — 2:57

### Друга сторона
1. «Strom» — 3:52
2. «Spule 4» — 5:20
3. «Wellenlänge» — 9:40
4. «Harmonika» — 3:17